# أحمد الخوجلي
أحمد الخوجلي (؟؟؟؟ - 14 أكتوبر 2021)، هو مخطط ثقافي وناقد وفنان تشكيلي، يُعتبر أحد الفنانين التشكيليين والمفكرين الرواد بالعالم العربي.

## حياته

### طفولته وتعليمه
وُلد أحمد الخوجلي في الصحراء الغربية من جمهورية مصر العربية لأب سوداني كان يشغل منصباً عسكرياً يتنقل بين المراكز وأقسام الشرطة. تربى في كنف جده لأمه الشريف الصايم وهو نقيب من نقباء الأدارسة الذي حرص على تنشئته وتربيته وتعليمه.
تلقى أحمد تعليمه الأولي بمدرسة وادي النطرون، أما سلك الإعدادي فقد درسه في العامرية بالإسكندرية، ثم الثانوي في مرسي مطروح وتخرج من المعلمين (التربية) عام 1969 ميلادي، العام 1970 أُرسل إلى بيروت لدراسة الصحافة والتدريب في دار الصياد بإشراف من أشهر صحفيِّي لبنان وشهيد الصحافة الأستاذ سليم اللوزي، في عام 1973 التحق كطالب نظامي في كلية الفنون مع احتفاظه بعمله الصحفي في جريدة الصحافة السودانية، والتي أُضيف إليها مهام مجلة الوادي السودانية المصرية التي تُطبع في مؤسسة روز اليوسف.
تخرج من كلية الفنون سنة 1977 م وكان وهو طالب عضو اللجنة التنفيذية لاتحاد الطلاب ثم رئيساً للاتحاد، عمل بعد تخرجه مسؤولاً عن المعارض العربية والأفريقية في هيئة المعارض السودانية، وقد تلقّى دورات دراسية في المعارض المتخصصة والدولية من حكومة السويد وكورسات في سينوغرافيا المسرح والسينما.

### مسيرته الفنية

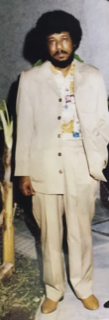
الفنان احمد الخوجلي أوائل الثمانينات

في عام 1979 م عمل في السعودية وحتى تاريخه كمخطط ومستشار ثقافي للأمير فيصل بن فهد بن عبد العزيز آل سعود الرئيس العام للرئاسة العامة لرعاية الشباب بالمملكة العربية السعودية آنذاك، بجانب عمله في الجمعية العربية السعودية للثقافة والفنون كمقرر للفنون التشكيلية واللجنة الثقافية ومصمم للإصدارات الأدبية والثقافية ومشرفاً على حركة المراسم وتدريس الرسم والتلوين. كما تخرّج على يده عدد من الأسماء البارزة في عالم الفن التشكيلي في المملكة العربية السعودية والعالم العربي. يعتبر الفنان أحمد الخوجلي من الفنانين المقلين لبيع إنتاجاتهم الفنية، حيث يشترط معرفة المقتني ومكان عرض اللوحة ليقوم بعد ذلك بزيارة اللوحة بعد عرضها وتصويرها في مكانها لتوثيقها وذلك إيماناً بأن هذه الأعمال هي جزء منه، دائماً ما يذكر الفنان أحمد الخوجلي لتلاميذه بأنه أعد أعمالاً ستبقى لأكثر من ألف عام ناقلاً من خلالها فكرهُ ونظرته وتصوره وتأملاته في الحياة، والثقافة الغزيرة التي إمتلكها من خلال رحلة حياته الطويلة التي عاشها متنقلاً بين قارات العالم.

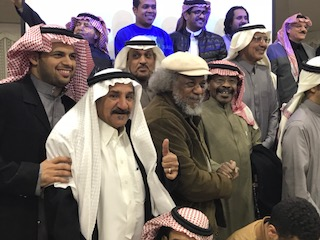
الاحتفاء بالخوجلي في جمعية الثقافة والفنون

اشرف أحمد الخوجلي على عدد كبير من الصفحات الثقافية والفنية لمختلف الصحف والمجلات مثل (مجلة الفنون والتوباد والشاطئ و دارين). وزَيَّت أعماله الفنية واجهات عدد من الروايات مثل: (رواية وجوه كثيرة أولها مريم للأديب جارالله الحميد، وكتاب الخيلاء بنات الريح للدكتور إبراهيم الحمر) وروايات الروائية فاطمة فيصل العتيبي. وأغلفة دواوين وكتب عدد مقدر من الأدباء والشعراء العرب ومنهم: (الشاعر معيض البخيتان، ودكتور إبراهيم العواجي، والشاعر محمد جبر الحربي، والقاص عبد العزيز مشري، والقاص عبد الرحيم نصار، والأديبة رقيه حمود الشبيب).
رسم أغلفة سلسلة الكتاب السعودي وسلسلة المكتبة السعودية وقد رسم وكتب سيناريوهات عدد كبير من قصص الأطفال. وقدّم مئات الدراسات والمقالات النقدية بجانب عمله الأساسي الأول. وقدّم للمسرح السعودي ديكورات أكثر من 27 مسرحية واحتفالية. وكان عضو لجنة تحكيم في مهرجان الجنادرية للفن التشكيلي والمسرح.
حكم العديد من المهرجانات والمعارض وقدم للعديد من الفنانين مقدمة كتبهم والإشراف على مادتها الإعلامية. وانتج عدد من الأعمال الفنية التشكيلية تم اقتناءها من قبل منظمات حكومية وعالمية ومقتنيات شخصية.

## حياته الخاصة
تزوج من حفيدة الشريف عبد الظاهر شريف الحجاز وصعيد مصر في القرن الـ 18، وله ثلاث بنات وولد (أسيل، آلاء، أروى، أنمار).[بحاجة لمصدر]

## أعماله الأدبية
- محاكمة إبليس 1982

- غلاف رواية الأديب جارالله الحميد

- غلاف لإحدى روايات الروائية فاطمة فيصل العتيبي

- غلاف مجلة دارين عام 1994م

- أعمال الفنان احمد الخوجلي على غلاف عدد من المجلات الثقافية (1989م-1991م-1994م)